# Albrecht III. von Heßberg

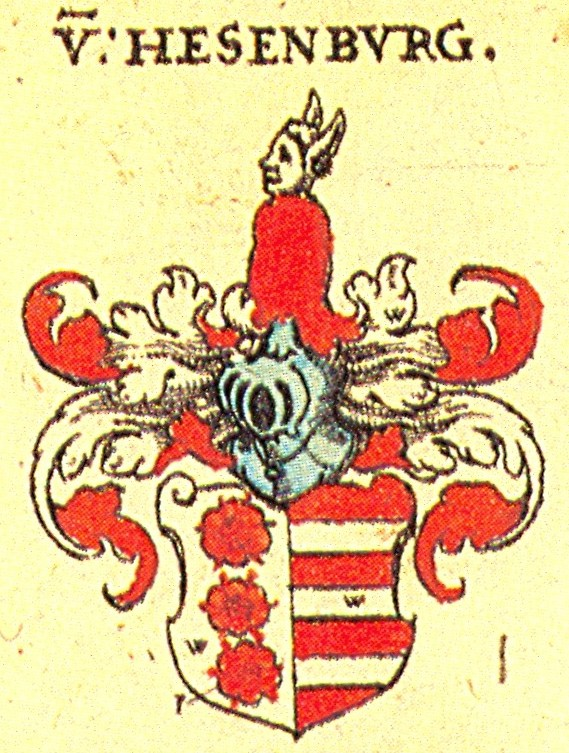
Wappen derer von Heßberg nach Siebmachers Wappenbuch von 1605

Albrecht III. von Heßberg († 22. Oktober 1382 wahrscheinlich in Würzburg) war von 1372 bis 1376 Gegenbischof von Würzburg.

## Albrecht III. im Familienkontext
Albrecht III. stammt aus dem thüringisch-fränkischen Geschlecht der von Heßberg. Der Ort Heßberg ist heute eingemeindet in Veilsdorf im Landkreis Hildburghausen in Thüringen. Bereits im Zeitraum 1202 bis 1207 war ein Familienmitglied, Heinrich IV. von Heßberg, Bischof von Würzburg.

## Albrecht III. als Bischof
Albrecht III. trat zunächst ab 1332 als Domherr von Würzburg in Erscheinung. Er ist als Richter in Schiedsgerichten belegt, außerdem befreite er 1338 die besetzte Stadt Ochsenfurt von Lupold Küchenmeister von Nordenberg. Von 1356 bis 1360 war er nachweislich als Dompropst tätig, wurde aber vom durch den Papst favorisierten Bischof von Rouen Peter Kardinal Foresta (auch Pierre IV. de la Forêt) verdrängt und setzte seine Arbeit als Domherr und Archidiakon fort. Er war Propst von St. Gumbertus in Ansbach.
Nach dem Ableben von Bischof Albrecht II. von Hohenlohe wurden sowohl der Bamberger Domdekan Withego Hildbrandi von der Mehrheit als auch Albrecht III. von einer Minderheit zum Bischof erwählt. Mit Unterstützung durch König Karl IV. setzte sich Papst Gregor XI. über diese Entscheidung hinweg und sprach sich für Gerhard von Schwarzburg aus, dem als bedrängter Bischof von Naumburg an einem neuen Wirkungskreis gelegen war. Während Withego Hildbrandi somit als Bischof von Naumburg abwanderte, musste sich Gerhard seinen Platz erst erkämpfen. Die Anhängerschaft von Albrecht III. in der Würzburger Bürgerschaft und beim Klerus war groß und auch die benachbarten Fürsten, wie Markgraf Friedrich III. oder Wilhelm I. von Meißen mussten vom Papst erst zur Unterstützung Gerhards angehalten werden. Karl IV. verhängte schließlich die Reichsacht über die Stadt Würzburg und Albrecht III. wich im Sommer 1373 der herannahenden Armee Gerhards. Albrecht III. hielt sich in den folgenden drei Jahren auf seinen Besitzungen in Trimberg und Werneck auf und söhnte sich 1376 mit seinem Kontrahenten aus. Bis zu seinem Tode ist er wieder als Domherr belegt.